# 254 TCN
254 TCN là một năm trong lịch La Mã.